# Aïn Makhlouf (distrito)
Aïn Makhlouf é um distrito localizado na província de Guelma, Argélia, e cuja capital é a cidade de mesmo nome, Aïn Makhlouf. A população total do distrito era de 35 414 habitantes, em 1998.[carece de fontes?]

## Municípios
O distrito é composto por três municípios:
- Aïn Makhlouf
- Aïn Larbi
- Tamlouka